# 遠藤胤俊
遠藤 胤俊（えんどう たねとし、天文15年（1546年） - 元亀元年11月26日（1570年12月23日））は、戦国時代の武将。美濃国郡上郡木越城主。紀四郎、新右衛門、大隅守。
遠藤胤縁の長男。胤縁が永禄2年（1559年）8月1日に、東常慶の嫡男常堯に暗殺されたため、若年で後を継ぎ、当初は存命だった祖父の胤好が後見したとも見られる。同年同月、叔父の盛数が東氏を滅ぼして八幡城主となり、胤俊は永禄年間（1558年 - 1570年）に郡上郡西北の地を分与された。また、永禄2年（1559年）8月14日付けの斎藤義龍書状によれば、胤俊は盛数と共に義龍から郡上郡の政治裁決を命じられている。盛数から胤俊に分与されたのは所領のうちの半分で、それ以後両家は「両遠藤」と言われた。
永禄5年（1562年）、盛数が死去して子の慶隆が13歳で後を継ぐと、胤俊は永禄7年（1564年）に竹中重治が稲葉山城を奪取したのに乗じて、八幡城を攻め取った。しかし、慶隆が苅安城（現郡上市美並町）に入って抗戦し、翌永禄8年（1564年）に継父長井道利の援軍を得ると、胤俊は慶隆と和睦し、八幡城を返却した
永禄10年（1567年）に織田信長が稲葉山城を陥落させると、宗家（慶隆）と共に信長に従ったと見られる。元亀元年（1570年）5月25日、信長より岐阜参陣を命じられ、慶隆と共に織田軍配下として、横山城の南で浅井・朝倉軍との戦いに参加した。同年11月には、坂井政尚の下で慶隆と堅田を守備していたが、11月26日に浅井・朝倉軍に攻められ、政尚ともども討死した（志賀の陣）。